# سیم‌کشی الکتریکی در پادشاهی متحد
سیم‌کشی الکتریکی در پادشاهی متحد (انگلیسی: Electrical wiring in the United Kingdom معمولاً به عنوان نصب الکتریکی برای بهره‌برداری توسط کاربران نهایی در داخل ساختمان‌های داخلی، تجاری، صنعتی و سایر ساختما‌ن‌ها و همچنین در تاسیسات و مکان‌های ویژه مانند پارک‌های کاروانی شناخته می‌شود.